# Criptobiosi
 Criptobiosi , és un estat que consisteix en la suspensió dels processos metabòlics, en el que alguns éssers vius entren quan les condicions mediambientals arriben a ser extremes.
Un organisme en estat criptobiòtic pot viure indefinidament fins que les condicions siguin habitables de nou. Els tardígrads, els wetas, així com algunes espècies de peixos i de batracis recorren a aquesta facultat. Cal esmentar que, els tardígrads són els éssers vius més resistents a condicions extremes.
Als anys 1970 es va sotmetre una mostra de tardígrads a la prova de l'espai i alguns d'ells van sobreviure

## Tipus
Existeixen diversos tipus de  criptobiosi :
- L'anhidrobiosi es dona en casos extrems de sequedat.
- L'anoxibiosi apareix en casos de reducció severa de l'oxigen (vegeu també: anaerobi).
- La criobiosi  es dona en casos de fred extrem.
- L'osmobiosi es dona davant concentracions letals de sal.